# Equazione di Kapustinskij
L'equazione di Kapustinskij permette il calcolo dell'energia reticolare di un composto ionico cristallino in modo teorico. Fu pubblicata dal chimico russo Anatolij Kapustinskij nel 1956. 
Egli notò che dividendo la costante di Madelung α relativa a una serie di strutture per il numero n di ioni che costituiscono l'unità formula si otteneva approssimativamente lo stesso valore. Notò inoltre che l'ordine di tali valori tendeva ad aumentare all'aumentare del numero di coordinazione. Dato che anche il raggio ionico tende ad aumentare all'aumentare del numero di coordinazione, risulta prevedibile che la variazione α/nd sia molto piccola passando da una struttura all'altra. Ciò lo portò a ipotizzare l'ipotetica esistenza di una struttura di tipo salgemma energeticamente equivalente a una data struttura considerata. Quindi l'entalpia reticolare si può calcolare utilizzando la costante di Madelung e i raggi ionici relativi al salgemma. Ne risulta l'equazione di Kapustinskij:
{\displaystyle \Delta H_{L}=-{K}\cdot {\frac {n\cdot z^{+}\cdot z^{-}}{d}}\cdot {\biggl (}1-{\frac {d^{*}}{d}}{\biggr )}}
dove
- K = 1,2025 × 10−4 J·m·mol−1
- d* = 3,45 × 10−11 m
- n = numero di ioni nella formula empirica
- z+ e z− sono rispettivamente la carica del catione e quella dell'anione
- d = r+ + r- (somma dei raggi ionici)

Conoscendo il valore dell'entalpia reticolare, l'equazione di Kapustinskij permette di ricavare i raggi ionici (raggi termochimici).